# Christopher Battiscombe
Christopher Charles Richard Battiscombe, CMG (* 27. April 1940) ist ein ehemaliger britischer Diplomat.

## Leben
Charles Richard Battiscombe absolvierte ein Studium der arabischen Sprache am Middle East Centre for Arab Studies (MECAS). Er trat am 19. August 1963 in den diplomatischen Dienst (HM Diplomatic Service) ein und fand danach zahlreiche Verwendungen in Auslandsvertretungen sowie im Außenministerium (Foreign and Commonwealth Office). Er war zwischen 1981 und 1984 Botschaftsrat für Handelsangelegenheiten (Commercial Counsellor) an der Botschaft in Ägypten sowie im Anschluss von 1984 bis 1986 Botschaftsrat für Handelsangelegenheiten an der Botschaft in Frankreich. Daraufhin wechselte er ins Außenministerium und fungierte zwischen 1987 und 1990 als Leiter des Büros des Ständigen Unterstaatssekretärs (Head of Permanent Under-Secretary’s Department, Foreign and Commonwealth Office).
1990 wurde Battiscombe als Nachfolger von Patrick Eyers Botschafter in Algerien und bekleidete dieses Amt bis 1994, woraufhin Christopher Crabbie seine Nachfolge antrat. Für seine Verdienste wurde er am 1. Januar 1992 Companion des Order of St Michael and St George (CMG). Im Anschluss kehrte er ins Außenministerium zurück und war dort zwischen 1994 und 1997 als Assistant Under-Secretary (Information and Cultural Services/Public Departments) Leiter der Unterabteilung Information, Kultur und Öffentlichkeitsarbeit. Zuletzt löste er 1997 Peter Hinchcliffe als Botschafter in Jordanien ab und bekleidete diese Funktion bis zu seinem Ausscheiden aus dem diplomatischen Dienst 2000. Sein Nachfolger wurde daraufhin Edward Graham Mellish Chaplin.
Nach seinem Eintritt in den Ruhestand wurde Charles Battiscombe 2001 Generalsekretär beziehungsweise später Generaldirektor der 1932 gegründeten Gesellschaft der Londoner Kunsthändler (Society of London Art Dealers) sowie zugleich auch Sekretär der Britischen Föderation für den Kunstmarkt (British Art Market Federation). Aus seiner 1972 geschlossenen Ehe mit Brigid Lunn gingen ein Sohn und eine Tochter hervor.